# Place Jean-Baptiste-Clément
Place Jean-Baptiste-Clément je náměstí v Paříži na Montmartru v 18. obvodu.

## Historie
Náměstí vzniklo spojením bývalé Rue Feuchère, částí ulic Rue Lepic a Rue Ravignan a v roce 1905 bylo pojmenováno podle zpěváka Jeana Baptiste Clémenta (1836-1903).

## Pamětihodnosti
- Fontána Château d'eau de Montmartre